# Bulembu
Bulembu é uma cidade de Essuatíni localizada no distrito de Hhohho.